# Union Tunisienne de l’Industrie, du Commerce et de l’Artisanat

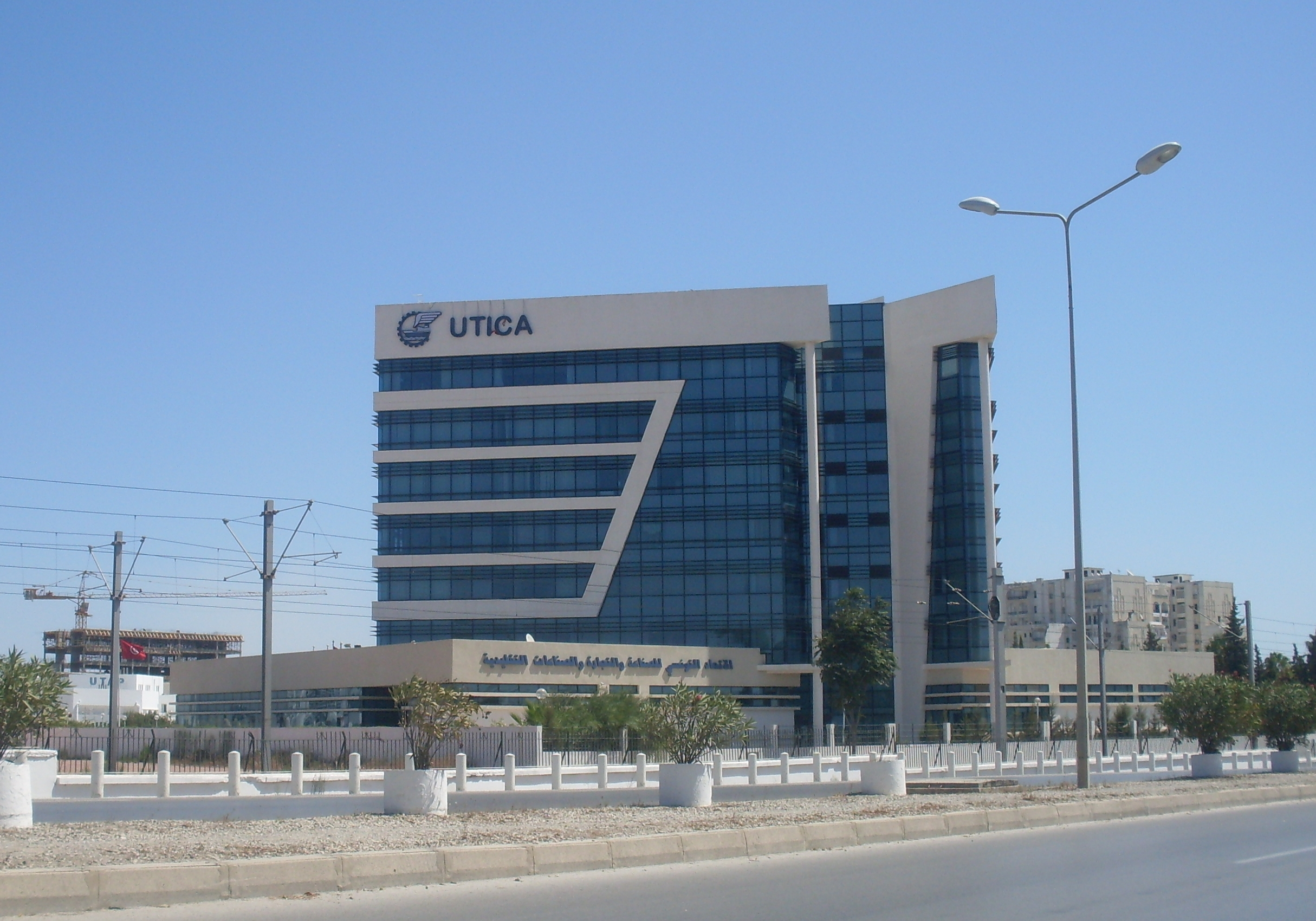
Sitz der UTICA in Tunis

Die Union Tunisienne de l’Industrie, du Commerce et de l’Artisanat (UTICA; arabisch الاتحاد التونسي للصناعة والتجارة والصناعات التقليدية, DMG al-Ittiḥād at-tūnisī li-ṣ-ṣināʿa wa-t-tiǧāra wa-ṣ-ṣināʿāt at-taqlīdiyya) ist ein tunesischer Arbeitgeberverband für Industrie, Handel und Handwerk. 
Sie ist Teil des Quartet du dialogue national, das 2015 den Friedensnobelpreis erhielt.
Präsidentin der UTICA ist Wided Bouchamaoui.

## Tätigkeit
Die UTICA handelt mit der tunesischen Regierung und der Union Générale Tunisienne du Travail (UGTT) alle drei Jahre Tarifverträge für große Teile der privat Beschäftigten in Tunesien aus unterschiedlichen Branchen aus. Darüber hinaus veranstaltet sie Messen wie z. B. den dreijährlich stattfinden Salon du Plastique.